# Epitonium denticulatum
Epitonium denticulatum är en snäckart som först beskrevs av G. B. Sowerby II 1844.  Epitonium denticulatum ingår i släktet Epitonium och familjen vindeltrappsnäckor. Inga underarter finns listade i Catalogue of Life.